# قوتشاخ (سقز)
قرية قوتشاخ (بالكردية: قۆچاخ) هي إحدى القرى التابعة لـسرا في ريف قسم مركزي من مقاطعة سقز، في محافظة كردستان الإيرانية.

## السكان
حسب إحصاءات سنة 2006، بلغ إجمالي السكان في قوتشاخ 204 نسمة وعدد المساكن 42 مسكن. لغة سكان قوتشاخ هي اللغة الكردية و هم من أهل السنة والجماعة والمذهب الشافعي.